# Cambrai Memorial
Cambrai Memorial is een Britse militaire begraafplaats gelegen in de Franse plaats Louverval in de gemeente Doignies in het  Noorderdepartement. De begraafplaats wordt onderhouden door de Commonwealth War Graves Commission.
De begraafplaats telt 7,057 Commonwealth WW1 names commemorated.